# Juan Manuel Villasuso
Juan Manuel Villasuso Estomba es un político y economista costarricense. Miembro del Partido Acción Ciudadana, Villasuso ha ejercido los cargos de director del Instituto de Investigaciones Económicas de la Universidad de Costa Rica y directivo del  Instituto Costarricense de Electricidad (1981-1983). Fue ministro de Planificación (1984-1986). 
Villasuso se licenció en economía en la Universidad de Costa Rica en 1971 y obtuvo una maestría en ciencia económicas de la Louisiana State University en 1973. Originalmente militante del Partido Liberación Nacional, dirigió el Instituto de Investigación Económica de la Universidad de Costa Rica de 1978 a 1982, entre 1982 y 1983 fue miembro de la Junta Directiva del Instituto Costarricense de Electricidad. En el período 1984-86 ejerció de Ministro de Planificación en la administración de Luis Alberto Monge simultáneamente siendo miembro de la Junta Directiva del Banco Central. Entre 1981 y 1983 presidió el Colegio de Profesionales de Ciencias Económicas.  En 2007 a raíz de su férrea oposición al Tratado de Libre Comercio entre Estados Unidos, Centroamérica y República Dominicana renunció al Partido Liberación Nacional que apoyaba el convenio junto a otros denotados socialdemócratas agrupados en el círculo de pensadores Instancia Socialdemócrata, adhiriéndose al Partido Acción Ciudadana que lo oponía. Actualmente es profesor universitario en la Universidad de Costa Rica y coordinador del área centroamericana de la Red Latinoamericana de Comercio. También ha trabajado para el Banco Mundial, la Organización Panamericana de la Salud, el Programa de Desarrollo Económico de Naciones Unidas, el Instituto de Investigación para el Desarrollo Social y el Instituto Interamericano de Cooperación para la Agricultura.